# 〆能色相図
『〆能色相図』（しめろやれいろのかけごえ）とは、歌舞伎および日本舞踊の演目のひとつ。天保10年（1839年）9月、江戸河原崎座にて初演。通称『神田祭』。

## 解説
天下祭とよばれた神田祭を題材とする清元節の所作事で、二番目大切すなわち一日の最後の幕として上演された。作詞三升屋二三治、作曲清元斎兵衛、振付けは松本五郎市・西川扇蔵・西川巳之助。神田祭は山王祭と隔年で交互に行われており、天保10年は神田祭の行われた年でそれを当て込んだものである。ちなみに神田祭は本来9月の15日（旧暦）に行なわれていた。
内容は上下に分かれ、上の巻は九重太夫という傾城をめぐって三浦之助義明と、上総之助広常というふたりの侍が鞘当を見せるというものだったが、これは現在では廃曲となっている。この三人が衣裳を引き抜いて下の巻では神田祭の手古舞となり、祭礼の模様や女の手古舞のクドキ、木遣などがあり、最後はそこへ六人の手古舞が出てきて幕となる。しかし初演の時の振付けや演出は伝わっておらず、現在上演されているのはこの下の巻に日本舞踊の各流派が新たに振付けしたもので、手古舞の鳶の者と芸者（または女の手古舞）が踊るといった内容になっている。
なお初演当時の番付を見ると、『〆能色相図』の外題の上に「扨（さて）有難き御目見得に 清元方の一節を」とあり、また「久々御目見得仕らず候清元延寿太夫義、此の度伜清元栄寿太夫御目見得の為御披露罷り出で…」とも記されている。これはこの所作事を出すにあたり二代目清元延寿太夫が久々に舞台に出勤し、この時せがれの二代目清元栄寿太夫の舞台披露もすることを述べたものである。

## 初演の時の主な役割
- 三浦之助義明、祭のてこまい浮世之助（二役）…澤村訥升
- けいせい九重太夫、祭の練り子樽井おせん（二役）…三代目尾上栄三郎
- 上総之助広常、祭のてこまい三筋の綱五郎（二役）…五代目市川海老蔵